# AMC
AMC — американський кабельний спеціалізований телеканал, який в першу чергу спеціалізується на показі класичних кінофільмів, а також показує обмежену кількість оригінальних шоу. Канал раніше називався American Movie Classics, однак з 2002 року у зв'язку зі значними змінами у програмах носить назву AMC.
Серед найвідоміших і успішних проєктів каналу останніх років, варто відзначити серіали: «Божевільні», «Пуститися берега» та «Ходячі мерці».
1 квітня 2016 року телеканал розпочав мовлення українською мовою, ексклюзивно в пакетах кабельного провайдера «Воля».

## Історія

### Версія телеканалу AMC (РФ та Україна)
1 квітня 2015 року телеканал AMC розпочав мовлення російською мовою для Росії. Озвучення російською мовою виробляє телекомпанія «НТВ-Плюс».
1 квітня 2016 року телеканал AMC розпочав мовлення українською мовою для України, ексклюзивно в пакетах кабельного провайдера «Воля». Озвучення українською мовою виробляє студія «Так Треба Продакшн».
Перші телесеріали, які почала транслювати українська версія АМС: «Пуститися берега», «Бійтеся ходячих мерців» та «Зупинись і гори».
4 квітня стало відомо, що 11 квітня 2016 року вперше в історії України, українські глядачі зможуть разом з усім світом переглянути прем'єрні серії 2-го сезону телесеріалу «Бійтеся ходячих мерців» рідною мовою.
1 січня 2019 року телеканал припинив своє мовлення для російської версії, замінивши його на телеканал «Hollywood».
Телеканал переїхав з Росії до України і російське багатоголосе закадрове озвучення, зроблене для українських акторів дубляжу, знову виробляє студія «Так Треба Продакшн», відповідно для української версії.
Окрім цього, є архівні записи фільмів з російським закадровим озвученням та російським дубляжем, які створені у Росії.

### Серіали
- «Божевільні» (2007—2015)
- «Пуститися берега» (2008—2013)
- «Ходячі мерці» (2010—)
- «Пекло на колесах» (2011—)
- «Talking Dead» (2011—)
- «Small Town Security» (2012—)
- «Comic Book Men» (2012—)
- «The Pitch» (2012—)
- «Low Winter Sun» (2013—)
- «Owner's Manual» (2013—)
- «Showville» (2013—)
- «Freakshow» (2013—)
- «Поворот: Шпигуни Вашингтону» (2014)
- «Зупинись і гори» (2014—)
- «Бійтеся ходячих мерців» (2015—)
- «Краще подзвоніть Солу» (2015—2022)
- «В пустелі смерті» (2015—)
- «Стен проти сил зла» (2016—)
- «Різдвокрай» (2019—)

### Міні-серіали
- «Створення мафії: Чикаго» (2016—)
- «Нічний адміністратор» (2016)
- «Захід» (2016—)